# Myolepta nausicaa
Myolepta nausicaa är en tvåvingeart som först beskrevs av Hull 1937.  Myolepta nausicaa ingår i släktet parkblomflugor, och familjen blomflugor. Inga underarter finns listade i Catalogue of Life.